# Continental Basketball Association 1996-1997
La stagione CBA 1996-97 fu la 51ª della Continental Basketball Association. Parteciparono 11 squadre divise in due gironi.
Rispetto alla stagione precedente i Grand Rapids Mackers si rinominarono Grand Rapids Hoops. I Chicago Rockers si trasferirono a La Crosse, diventando i La Crosse Bobcats. Gli Shreveport Storm scomparvero.

## Squadre partecipanti
- Connecticut Pride
- Florida Beach Dogs
- Fort Wayne Fury
- Gr. Rapids Hoops
- La Crosse Bobcats
- Okl. City Cavalry
- Omaha Racers
- Quad City Thunder
- Rockford Lightning
- S. Falls Skyforce
- Yakima Sun Kings

## Classifiche

### American Conference
| Squadra            | V  | P  | QW    | PTS   |
| ------------------ | -- | -- | ----- | ----- |
| Florida Beach Dogs | 38 | 18 | 137,5 | 251,5 |
| Grand Rapids Hoops | 32 | 24 | 124,5 | 220,5 |
| Quad City Thunder  | 27 | 29 | 110,0 | 191,0 |
| Rockford Lightning | 28 | 28 | 105,0 | 189,0 |
| Connecticut Pride  | 21 | 35 | 107,5 | 170,5 |
| Fort Wayne Fury    | 20 | 36 | 93,0  | 153,0 |

### National Conference
| Squadra               | V  | P  | QW    | PTS   |
| --------------------- | -- | -- | ----- | ----- |
| Sioux Falls Skyforce  | 47 | 9  | 134,0 | 275,0 |
| Oklahoma City Cavalry | 29 | 27 | 120,0 | 207,0 |
| Yakima Sun Kings      | 25 | 31 | 103,0 | 178,0 |
| Omaha Racers          | 22 | 34 | 97,5  | 163,5 |
| La Crosse Bobcats     | 19 | 37 | 100,0 | 157,0 |

## Play-off

### Primo turno
|  | Florida Beach Dogs | 92 – 85 | Rockford Lightning |  |

|  | Florida Beach Dogs | 89 – 88 | Rockford Lightning |  |

|  | Florida Beach Dogs | 108 – 84 | Rockford Lightning |  |

|  | Grand Rapids Hoops | 102 – 97 | Quad City Thunder |  |

|  | Grand Rapids Hoops | 100 – 94 | Quad City Thunder |  |

|  | Quad City Thunder | 107 – 103 | Grand Rapids Hoops |  |

|  | Quad City Thunder | 92 – 89 | Grand Rapids Hoops |  |

|  | Grand Rapids Hoops | 114 – 100 | Quad City Thunder |  |

|  | Sioux Falls Skyforce | 97 – 88 | Omaha Racers |  |

|  | Omaha Racers | 109 – 97 | Sioux Falls Skyforce |  |

|  | Omaha Racers | 120 – 108 | Sioux Falls Skyforce |  |

|  | Sioux Falls Skyforce | 107 – 100 | Omaha Racers |  |

|  | Omaha Racers | 98 – 92 | Sioux Falls Skyforce |  |

|  | Oklahoma City Cavalry | 103 – 94 | Yakima Sun Kings |  |

|  | Yakima Sun Kings | 97 – 93 | Oklahoma City Cavalry |  |

|  | Oklahoma City Cavalry | 89 – 69 | Yakima Sun Kings |  |

|  | Yakima Sun Kings | 110 – 96 | Oklahoma City Cavalry |  |

|  | Oklahoma City Cavalry | 120 – 103 | Yakima Sun Kings |  |

### Finali di conference
|  | Grand Rapids Hoops | 95 – 89 | Florida Beach Dogs |  |

|  | Florida Beach Dogs | 99 – 82 | Grand Rapids Hoops |  |

|  | Florida Beach Dogs | 95 – 92 | Grand Rapids Hoops |  |

|  | Grand Rapids Hoops | 88 – 86 | Florida Beach Dogs |  |

|  | Florida Beach Dogs | 98 – 82 | Grand Rapids Hoops |  |

|  | Oklahoma City Cavalry | 103 – 91 | Omaha Racers |  |

|  | Oklahoma City Cavalry | 119 – 105 | Omaha Racers |  |

|  | Omaha Racers | 107 – 102 | Oklahoma City Cavalry |  |

|  | Oklahoma City Cavalry | 108 – 107 | Omaha Racers |  |

### Finale CBA
|  | Florida Beach Dogs | 95 – 79 | Oklahoma City Cavalry |  |

|  | Oklahoma City Cavalry | 99 – 97 | Florida Beach Dogs |  |

|  | Oklahoma City Cavalry | 104 – 93 | Florida Beach Dogs |  |

|  | Florida Beach Dogs | 103 – 96 | Oklahoma City Cavalry |  |

|  | Oklahoma City Cavalry | 104 – 92 | Florida Beach Dogs |  |

|  | Oklahoma City Cavalry | 92 – 82 | Florida Beach Dogs |  |

### Tabellone
|  | Primo turno | Primo turno   | Primo turno   |               |         | Finali di conference | Finali di conference | Finali di conference |  |  | Finale CBA | Finale CBA | Finale CBA |  |
|  |             |               |               |               |         |                      |                      |                      |  |  |            |            |            |  |
|  | 1a          | Florida       | 3             |               |         |                      |                      |                      |  |  |            |            |            |  |
|  | 1a          | Florida       | 3             |               |         |                      |                      |                      |  |  |            |            |            |  |
|  | 4a          | Rockford      | 0             |               |         |                      |                      |                      |  |  |            |            |            |  |
|  | 4a          | Rockford      | 0             |               | 1a      | Florida              | 3                    |                      |  |  |            |            |            |  |
|  |             |               |               |               | 1a      | Florida              | 3                    |                      |  |  |            |            |            |  |
|  |             |               | 2a            | Grand Rapids  | 2       |                      |                      |                      |  |  |            |            |            |  |
|  | 3a          | Quad City     | 2a            | Grand Rapids  | 2       | 2                    |                      |                      |  |  |            |            |            |  |
|  | 3a          | Quad City     |               |               |         |                      |                      |                      |  |  |            |            |            |  |
|  | 2a          | Grand Rapids  | 3             |               |         |                      |                      |                      |  |  |            |            |            |  |
|  | 2a          | Grand Rapids  | 3             |               | Florida | Florida              | 2                    |                      |  |  |            |            |            |  |
|  |             |               |               |               |         |                      |                      |                      |  |  |            |            |            |  |
|  |             |               | Oklahoma City | Oklahoma City | 4       |                      |                      |                      |  |  |            |            |            |  |
|  | 2n          | Oklahoma City | Oklahoma City | Oklahoma City | 4       | 3                    |                      |                      |  |  |            |            |            |  |
|  | 2n          | Oklahoma City |               |               |         |                      |                      |                      |  |  |            |            |            |  |
|  | 3n          | Yakima        | 2             |               |         |                      |                      |                      |  |  |            |            |            |  |
|  | 3n          | Yakima        | 2             |               | 2n      | Oklahoma City        | 3                    |                      |  |  |            |            |            |  |
|  |             |               |               |               | 2n      | Oklahoma City        | 3                    |                      |  |  |            |            |            |  |
|  |             |               | 4n            | Omaha         | 1       |                      |                      |                      |  |  |            |            |            |  |
|  | 4n          | Omaha         | 4n            | Omaha         | 1       | 3                    |                      |                      |  |  |            |            |            |  |
|  | 4n          | Omaha         |               |               |         |                      |                      |                      |  |  |            |            |            |  |
|  | 1n          | Sioux Falls   | 2             |               |         |                      |                      |                      |  |  |            |            |            |  |

## Vincitore
| Campione CBA 1997                 |
| --------------------------------- |
| Oklahoma City Cavalry (1º titolo) |

## Statistiche
| Categoria             | Giocatore        | Squadra               | Stat |
| --------------------- | ---------------- | --------------------- | ---- |
| Punti per gara        | Gaylon Nickerson | Oklahoma City Cavalry | 22,5 |
| Rimbalzi per gara     | Anthony Tucker   | Florida Beach Dogs    | 10,1 |
| Assist per gara       | Michael Hawkins  | Rockford Lightning    | 9,3  |
| Palle rubate per gara | Michael Hawkins  | Rockford Lightning    | 2,3  |
| Stoppate per gara     | Jimmy Carruth    | Fort Wayne Fury       | 3,8  |
| FG%                   | Bernard Hopkins  | Yakima Sun Kings      | 61,1 |
| FT%                   | Phil Handy       | Omaha Racers          | 89,7 |

## Premi CBA
- CBA Most Valuable Player: Dexter Boney, Florida Beach Dogs
- CBA Coach of the Year: Morris McHone, Sioux Falls Skyforce
- CBA Defensive Player of the Year: Corey Beck, Sioux Falls Skyforce
- CBA Newcomer of the Year: Anthony Tucker, Florida Beach Dogs
- CBA Rookie of the Year: Bernard Hopkins, Yakima Sun Kings e Jason Sasser, Sioux Falls Skyforce
- CBA Executive of the Year: Bob Przybysz, Grand Rapids Hoops
- CBA Playoff MVP: Elmer Bennett, Oklahoma City Cavalry
- All-CBA First Team
  - Dexter Boney, Florida Beach Dogs
  - Tony Harris, Sioux Falls Skyforce
  - Travis Williams, Florida Beach Dogs
  - Reggie Slater, La Crosse Bobcats
  - Gaylon Nickerson, Oklahoma City Cavalry
- All-CBA Second Team
  - Jason Sasser, Sioux Falls Skyforce
  - Stevin Smith, Sioux Falls Skyforce
  - Michael Hawkins, Rockford Lightning
  - Bernard Hopkins, Yakima Sun Kings
  - Cuonzo Martin, Grand Rapids Hoops
- CBA All-Defensive First Team
  - Corey Beck, Sioux Falls Skyforce
  - Jimmy Carruth, Fort Wayne Fury
  - Michael Hawkins, Rockford Lightning
  - James Martin, Oklahoma City Cavalry
  - Anthony Tucker, Florida Beach Dogs
- CBA All-Rookie First Team
  - Bernard Hopkins, Yakima Sun Kings
  - Jason Sasser, Sioux Falls Skyforce
  - Chucky Atkins, La Crosse Bobcats
  - Adrian Griffin, Connecticut Pride
  - Jesse Pate, Grand Rapids Hoops
- CBA All-Rookie Second Team
  - Horacio Llamas, Sioux Falls Skyforce
  - Moochie Norris, Fort Wayne Fury
  - Russ Millard, La Crosse Bobcats
  - Ronnie Fields, Rockford Lightning
  - Ron Riley, Rockford Lightning